# Tottori (Tottori)
Tottori (鳥取市 Tottori-shi?) es una ciudad y capital de la prefectura de Tottori, Japón. En junio de 2019 tenía una población estimada de 189.032 habitantes y una densidad de población de 247 personas por km². Su área total es de 765,31 km².

## Historia
La ciudad fue fundada el 1 de octubre de 1889. La mayor parte del centro de la ciudad fue destruido por el terremoto de Tottori del 10 de septiembre de 1943, que mató a más de 1000 personas.
La redistribución de distritos ("gappei") de las fronteras de la ciudad en noviembre de 2004 aumentó su tamaño para incluir una serie de áreas circundantes. El 1 de noviembre de 2004, la ciudad de Kokufu, el pueblo de Fukube, las localidades de Aoya, Ketaka, Shikano, Kawahara y Mochigase y el pueblo de Saji se fusionaron en Tottori.

## Geografía

### Localidades circundantes
- Prefectura de Tottori
  - Chizu
  - Yazu
  - Wakasa
  - Misasa
  - Yurihama
  - Iwami
- Prefectura de Hyōgo
  - Shin'onsen
- Prefectura de Okayama
  - Tsuyama
  - Kagamino

## Demografía
Según los datos del censo japonés, esta es la población de Tottori en los últimos años.
| Año del censo | Población |
| ------------- | --------- |
| 1995          | 197.959   |
| 2000          | 200.744   |
| 2005          | 201.740   |
| 2010          | 197.449   |
| 2015          | 193.717   |
| 2020          | 188.465   |

## Turismo
La ciudad de Tottori es conocida dentro de Japón por poseer unas dunas de arena que son una atracción turística popular entre los visitantes provenientes de otras prefecturas. Otras atracciones son las ruinas del Castillo Tottori, en las afueras, y el festival de Shan-shan. También posee edificios históricos como el Jinpūkaku.

## Ciudades hermanadas
- Kushiro, Japón – desde el 4 de octubre de 1963
- Himeji, Japón – desde el 8 de marzo de 1972
- Iwakuni, Japón – desde el 13 de octubre de 1995
- Hanau, Alemania
- Cheongju, Corea del Sur